# تندران
تندران هي قرية في مقاطعة تيران وكرون، إيران. عدد سكان هذه القرية هو 1,109 في سنة 2006.